# Mariana Yépez
Emma Mariana Yépez Andrade es una jurista y abogada ecuatoriana que fue fiscal general del Estado, tras independizarse la Fiscalía General de la Procuraduría General del Estado.

## Biografía
Nacida en la localidad ecuatoriana de Atuntaqui, de la provincia de Imbabura. Estudio la primaria en la escuela la Inmaculada Concepción y la secundaria en el colegio Sagrado Corazón de Jesús en donde se gradúa de bachiller. Para 1971, consigue su título como doctora en Jurisprudencia por la Universidad Central del Ecuador.
Inició su actividad laboral como ayudante del presidente de la Corte Superior de Quito en 1967, estando allí hasta que obtuvo su doctorado. De allí pasó a ser Fiscal de lo Penal en Pichincha hasta 1975. Consiguió ser jueza de inquilinato entre 1975 a 1978.
Llegará a la Corte Suprema de Justicia (CSJ) cerca del año 1997, obteniendo la vicepresidencia del organismo y siendo reconocida por el Colegio de Abogados de Pichincha como la mejor jueza en 1988.
El 11 de febrero de 1999 es nombrada por el Congreso Nacional, con los votos de Partido Social Cristiano (PSC) y la Unión Demócrata Cristiana (UDC), como fiscal general. Dicho cargo lo ejercerá hasta el 2005. Su gestión será cuestionada en medio de los tiempos cercanos a la crisis financiera en Ecuador de 1999, estando involucrada en el caso Filanbanco declarando que no hubo peculado, pese a lo cual no fue llevada a ningún juicio político, pero si perdió el apoyo de la embajada estadounidense en ciertos programas al acusarla de manipular evidencia.
Luego de su tiempo en la fiscalía, en la Corte Superior de Ibarra será candidateada para el Comité de Calificaciones y nominación en representación de las Cortes Superiores. En 2019, integrará el comité de expertos para evaluar a los miembros de la Corte Nacional de Justicia (CNJ).